# Tschaidicancha weyrauchi
Tschaidicancha weyrauchi es una especie de arácnido  del orden Opiliones de la familia Gonyleptidae.

## Distribución geográfica
Se encuentra en Perú.